# Cafè-bar Sant Graal
El Cafè-bar Sant Graal és un edifici del municipi de Moià (Moianès) que forma part de l'Inventari del Patrimoni Arquitectònic de Catalunya.

## Descripció
L'edifici, de tres plantes, té una porta d'entrada de fusta, amb decoració floral. Al primer pis destaca un gran balcó de pedra amb balustrada sostingut per mènsules. Al pis superior el balcó és més petit i la barana de ferro. L'interior conserva encara els palcos de l'antic teatre, si bé es troben tapats, i l'escenari. Al darrere cada pis acaba en un terrat amb balustrada. Cada terrat es troba més endinsat que l'inferior, donant sensació d'escala.

## Història
Aquest edifici fou fet construir pel tenor Francesc Viñas. El nom que li donen els moianesos (Sant Graal o Sant Grial) prové d'una popularització del nom del Sant Greal que apareixia en una de les òperes de Wagner i que representava el tenor. Durant poc temps va ser un teatre que tenia la peculiaritat que l'escenari podia ser vist des de l'interior (cobert) o des del pati de darrere, per l'estiu. El local també havia estat seu de l'Orfeó Viñas i del Foment Catalanista.